# Jelica Čok
Jelica Čok (poročena Žagar), slovenska učiteljica in kulturna delavka, * 12. februar 1899, Katinara pri Trstu, † 10. oktober 1988, Tržič.
Pravo ime ji je bilo Gabrijela. Oče ji je bil učitelj Andrej Čok, mati ji je bila Ivana (Černigoj). Učiteljišče je končala v Trstu (1917), učiteljski usposobljenostni izpit je opravila leta 1920 v Tolminu. Poučevala je na Katinari (1917–1923) in v Hrpelje-Kozini (1923–1926). Leta 1927 se je poročila in presela v Tržič na Gorenjsko. V Trstu je nastopala v gledaliških igrah, katere je režirala starejša sestra Anica Čok. Po preselitvi v Tržič je tam tudi sama veliko režirala in igrala v amaterskih gledaliških skupinah.